# Kris Bright
Kris Bright (Auckland, 1986. szeptember 5. –) új-zélandi válogatott labdarúgó.

## Sikerei, díjai
- Linfield FC:
  - Észak-ír labdarúgó-bajnokság: 2016–17
  - Észak-ír kupa: 2017
- Auckland City FC:
  - Új-zélandi labdarúgó-bajnokság: 2017–18

## Mérkőzései az új-zélandi válogatottban
| #  | Dátum               | Ellenfél                | Eredmény | Kiírás              | Esemény |
| -- | ------------------- | ----------------------- | -------- | ------------------- | ------- |
| 1. | 2008. november 19.  | Fidzsi-szigetek         | 0 – 2    | Vb-selejtező        | 69'     |
| 2. | 2009. március 28.   | Thaiföld                | 1 – 3    | barátságos mérkőzés | 8' 78'  |
| 3. | 2009. június 6.     | Botswana                | 0 – 0    | barátságos mérkőzés | 82'     |
| 4. | 2009. június 14.    | Spanyolország           | 0 – 5    | Konföderációs kupa  | 83'     |
| 5. | 2013. szeptember 9. | Egyesült Arab Emírségek | 0 – 2    | barátságos mérkőzés | 57'     |